# Entomologi
Entomologi er den gren af zoologien, der beskæftiger sig med insekterne. En person der beskæftiger sig med entomologi kaldes en entomolog.